# جايسون ديفيد
جايسون ديفيد (بالإنجليزية: Jason David)‏ هو لاعب كرة قدم أمريكية أمريكي، ولد في 12 يونيو 1982 في إدمونتون في كندا.

## وصلات خارجية
- جايسون ديفيد على موقع مرجع كرة القدم المحترفة.كوم (الإنجليزية)